# Francesc Aday Benítez i Caraballo
Francesc Aday Benítez i Caraballo, conegut futbolísticament com a Aday, (Sentmenat, 16 de desembre de 1987) és un exfutbolista professional català que jugava de migcampista.
Va disputar 157 partits en sis temporades (amb cinc gols) a Segona Divisió, amb el Girona FC (cinc anys) i el CD Tenerife (un). Va jugar també 2 temporades a Primera Divisió amb el Girona FC.
Actualment és l'entenador del CE Europa.

## Trajectòria
Aday va començar a jugar a futbol a les categories inferiors del CE Sentmenat, fitxant per l'EC Granollers als 11 anys. Un cop superada l'etapa de juvenil, l'any 2006 va fitxar pel CE Premià, on va disputar tres temporades a Tercera Divisió.
L'estiu de 2009 va fitxar per la UE Sant Andreu, donant el salt a la Segona Divisió B. En la primera temporada, Aday es va proclamar campió de la categoria, deixant escapar l'ascens a la Segona Divisió A en dues ocasions, contra la SD Ponferradina i contra el FC Barcelona B. Aday va jugar 25 partits, sent titular en 11, i va marcar tres gols: un a la Copa contra la UD Melilla i dos a la Lliga contra el CF Badalona i la UDA Gramenet.
La segona temporada d'Aday al Sant Andreu va ser més discreta a nivell col·lectiu, però Aday va tenir un protagonisme més gran, jugant 29 partits, dels quals 17 com a titular, i marcant dos gols contra el FC Santboià i la UE Alzira.
Després de dues temporades al conjunt andreuenc, Aday fitxa pel CE L'Hospitalet per disputar la temporada temporada 2011-12.
El 5 de juliol de 2013, Aday marxa al CD Tenerife, acabat d'ascendir a la Segona Divisió. L'1 de setembre va debutar com a professional, jugant els darrers 22 minuts en una derrota per 0–2 a fora contra el CD Mirandés.
El 16 de juliol de 2014, Aday va fitxar pel Girona FC després que acabés el seu contracte amb el club canari. El 4 d'octubre va marcar el seu primer gol com a professional, el segon en una victòria per 3–0 a casa contra la SD Ponferradina.
Aday va jugar regularment amb els blanquivermells les següents temporades, i va contribuir amb 35 aparicions durant la temporada 2016–17 a que el club ascendís a La Liga per primer cop en la història. Va debutar a la màxima categoria el 19 d'agost de 2017, jugant com a titular en un empat 2–2 a casa contra l'Atlètic de Madrid. El febrer de 2018 va prorrogar el seu contracte amb el Girona FC per dues temporades més, fins al 2021.
El març de 2023, ja retirat, Aday va revelar que li havien ofert un cop 50,000 euros per perdre un partit contra el Córdoba CF sis anys abans, quan el Girona s'havia ja assegurat la promoció a primera divisió.

## Palmarès
1 ascens a Primera divisió:
Girona FC (2016-17)
2 campionats de Segona B:
- UE Sant Andreu (2009-10)
- CE L'Hospitalet (2012-13)